# Poľský hrebeň
Der Poľský hrebeň (deutsch Polnischer Kamm, ungarisch Lengyel-nyereg, seltener Lengyel-taraj, polnisch Polski Grzebień) ist ein 2200 m n.m. hoher Sattel (Pass) auf der slowakischen Seite der Hohen Tatra. Er überquert den Hauptkamm der Hohen Tatra zwischen den Bergen Velický štít im Westen und Východná Vysoká im Osten und verbindet die Täler Velická dolina im Süden und Litvorová dolina im Talsystem Bielovodská dolina im Norden.
Trotz des Namens liegt der Pass nicht in Polen oder an der polnisch-slowakischen Grenze. Namensgebend waren polnische Schmuggler, die in der Vergangenheit den Sattel als Route vom Königreich Polen weiter ins Innere des Königreichs Ungarn nutzten und sogar Vieh über die Passhöhe getrieben haben sollten. Die Breite des Sattels führte dazu, dass er im 1719 herausgegebenen Werk Das weit und breit erschollene Zipser Schnee-Gebürg von Georg Buchholtz d. Ä. schlicht als der Grot, d. h. Grat, bezeichnet wird, erst 1772 nennt der evangelische Pfarrer Andreas Jonas Czirbes den Sattel als der polnische Grot.
Die touristische Erschließung des Sattels begann 1892, als die Schlesische Sektion des Ungarischen Karpathenvereins den bereits bestehenden Wanderweg im Tal Velická dolina, damals „Schlesier Weg“ genannt, zur Passhöhe und zum Gipfel Východná Vysoká verlängerte. Der Aufstieg zum Sattel wurde durch Ketten und Kletterhilfen gesichert. Heute verläuft ein grün markierter Wanderweg von Tatranská Polianka und Berghotel Sliezsky dom heraus über den Sattel und trifft am nördlichen Fuß den blau markierten Wanderweg von Lysá Poľana nahe Tatranská Javorina und weiter über die Scharte Prielom ins Tal Veľká Studená dolina und nach Tatranská Lomnica. Zum Berg Východná Vysoká führt von der Passhöhe ein gelb markierter Wanderweg.